# Vinicio Capossela
Vinicio Capossela (Hannover, Alemanya, 14 de desembre del 1965) és un cantautor i multiinstrumentista italià.
És un dels artistes amb el major nombre de premis del Club Tenco, creat el 1972 per promocionar la figura del cantautor, amb quatre Targhe Tenco i un Premio Tenco alla carriera. També va guanyar el Premio Lunezia dues vegades, el 2006 i el 2017.

## Biografia
Nascut a Alemanya, els seus pares eren de la província d'Avellino, d'Irpinia, a la Campània italiana (son pare, Vito, és de Calitri, sa mare d'Andretta). És batejat com a Vinicio en homenatge a l'acordeonista Vinicio, autor de nombrosos àlbums durant els anys 1960, i de qui son pare era seguidor.
Torna a Itàlia amb la família i creix artísticament en el circuit underground de la regió d'Emília-Romanya, fins a ser descobert i promogut per un dels exponents contemporanis de la música d'autor italiana, Francesco Guccini.
Viu des de fa gairebé 20 anys a Milà. Aquest fet l'acosta a la seva terra d'origen, Irpinia, i aquest amor recíproc amb la gent del lloc es concreta amb la concessió honorària de la ciutadania de l'ajuntament de Calitri, en honor de la seva gran genialitat i creativitat.
Deutor de la seva visualitat poètica en gran part a la literatura del Novecento, Capossela ha escrit també un llibre: No es mor tots els matins, publicat al març del 2004.

## Carrera
El seu àlbum debut, All'una i trentacinque circa (lit. "al voltant de la una i trenta-cinc"), es publica el 1990 i guanya una Targa Tenco a l'òpera prima.
Li segueix Modì, que pren el nom de la cançó homònima dedicada al pintor Amedeo Modigliani, una balada lenta i commovedora que conta el romanç entre el pintor de Liorna i Jeanne Hébuterne, des de la mirada subjectiva de la dona. Entre altres cançons de l'àlbum, figura "I allora mambo" ("i ara mambo"), que acompanya els crèdits finals de la pel·lícula *Non chiamarmi Omar (no em digueu Omar), en la qual el mateix Capossela recita i que forma part de la banda sonora del film de Lucca Bizarri i Paolo Kessisoglu.
El disc següent, Camera a sud ("Habitació al sud"), es lliga al cinema d'una manera més forta que l'anterior, amb "Che coss'è l'amor", que integra la banda sonora de L'hora de la religió, de Marco Bellocchio, i també una escena del film Tres homes i una cama, de Massimo Venier, inspirat en la pel·lícula La strada de Federico Fellini
El 1996, llança Il ballo di San Vito (lit. "el ball de sant vit"), àlbum definit pel mateix artista no com un disc, sinó com una història. En particular, és evident la gran influència del cantautor americà Tom Waits, ja present en els discos precedents i que continua marcant fortament Capossela, en l'estudi i en viu.
El 2001 és convidat al programa televisiu Satyricon per Daniele Luttazzi, en el qual després d'haver parlat, entre altres coses, del disc Canzoni a manovella, dels seus orígens i de patafísica, executa la cançó "Amb una rosa".
El 2003 Capossela llança un àlbum recopilatori, L'indispensabile, amb una versió de "Si è spento il sole" ("se n'ha anat el sol"), d'Adriano Celentano.
El 2006 publica l'àlbum Ovunque proteggi. El guitarrista que l'acompanya és Marc Ribot, col·laborador habitual de Tom Waits, ja aparegut tocant la guitarra en altres discos de Capossella. De l'àlbum, són extrets com a senzills radiofònics les cançons Ovunque Proteggi, Brucia Troia, Medusa Cha Cha Cha i Dalla Parte di Spessotto. L'àlbum obté excel·lents respostes de venda, i arriba al segon lloc de les llistes als pocs dies del llançament. També al novembre del 2006, grava Nel niente sotto il sole - Grand tour 2006, de la seva gira del 2006.
El 18 d'agost del 2008 protesta contra la decisió del govern de Silvio Berlusconi de crear un abocador a l'altiplà del Formicoso en la localitat de Pero Spaccone i fa un concert a Andretta (el poble on nasqué sa mare) per donar suport a la població local en la causa de la crisi dels residus a la Campània.
El 17 d'octubre del 2008 llança Da solo, el seu desè àlbum.
El 29 de juliol del 2009 participa en el concert per les víctimes del terratrèmol de Fossa. També el 2009 participa com a actor i cantant a la pel·lícula Dieci inverni, de Valerio Mieli, que es presenta al 66è Festival Internacional de Cinema de Venècia. El 24 de setembre d'aquest any, rep un premi a la trajectòria de Mario Trevi a la vuitena edició del Premi Renato Carosone, celebrat a l'Arena Flegrea en la Mostra D'Oltremare de Nàpols.
El 2010 participa a les celebracions del Giorno della Memoria ("Dia de la Memòria"), donant el 27 de gener a Cracòvia un concert homenatge. L'1 de maig del 2010, participa en el Concerto del Primo Maggio a la plaça Sant Giovanni de Roma.
Des del 2013 Vinicio Capossela és l'inventor i director del Sponz Fest. L'edició de 2014 de Sponz, inspirada en el tema del "tren", a banda de Capossela va comptar amb la participació de músics com Howe Gelb, Tinariwen, Robyn Hitchcock, Guano Padano, Dimitris Mistakidis, Giovanna Marini, Francesca Breschi, Otello Profazio, Sacri Cuori, Fanfare Ciocărlia i altres; escriptors com Dan Fante i Vincenzo Costantino Cinaski; actors com Enrico Salimbeni, Mago Wonder, Sabrina Impacciatore i Neri Marcorè; i periodistes com Antonello Caporale, Cico Casartelli i Enrico de Angelis. En edicions posteriors, també han participat a l'Sponz Festactors i directors com Ascanio Celestini, Mimmo Borrelli, Marco Martinelli i Ermanna Montanari.
El 4 de març de 2016, anticipat per la cançó  Il Pumminale , es va programar el llançament de Canzoni della cupa , el desè disc del músic produït per la seva discogràfica - La Cùpa - i distribuït per Warner Music. El llançament de l'àlbum es va ajornar fins al 5 de maig de 2016 per problemes de salut del cantautor, que va haver de sotmetre's a una delicada cirurgia a les cordes vocals.
El 17 d'abril de 2019 es va presentar el senzill Il povero Cristo (el pobre Crist) que anticipa el seu onzè disc Ballate per uomini e bestie (balades per a homes i bèsties), publicat el 17 de maig de 2019. El llançament de l'àlbum va anar seguit d'una gira. Com l'anterior, aquest disc també està produït per la seva discogràfica -La Cùpa- i distribuït per Warner Music. A la presentació del single, l'autor defineix el disc com «Un càntic per a totes les criatures, per la multiplicitat, per la fractura entre les espècies i entre l'home i la natura». L'àlbum va guanyar el Targa Tenco 2019 com a millor àlbum en absolut.
El 17 de gener de 2020 va publicar en col·laboració amb el trapper de Cesena Young Signorino el senzill +Peste que reprèn la cançó La peste present a Balades per a homes i bèsties. El 14 de febrer del mateix any treu Bestiario d'amore (bestiari d'amor), un extended play basat en el Bestiari d'amor de Richard de Fournival, escrit a mitjans del segle XIII.

## Als Països Catalans
Als Països Catalans destaca l'actuació a l'Auditori de Girona el 25 d'octubre de 2015, formant part de la programació de Temporada Alta amb Cabo San Roque vestint l'escenari. El concert, que fou la seva estrena a l'estat espanyol, s'anomenà ‘Q´Art de siècle’ per celebrar els seus 25 anys de carrera. La sorpresa de la nit va ser la presència dels Diables de l'Onyar amb la seva percussió i l'emotiva intervenció de Joan Isaac versionant en català la cançó Modì. El dia abans, 24 d'octubre, el cantant va presentar el seu llibre Tefteri. El libro de las cuentas pendientes, publicat en espanyol per l'editorial Minúscula, que tracta de la crisi econòmica grega i la reacció per part de la música tradicional.

## Discografia

### D'estudi
- 1990 – All'una e trentacinque circa

- 1991 – Modì

- 1994 – Camera a sud

- 1996 – Il ballo di San Vito

- 2000 – Canzoni a manovella

- 2006 – Ovunque proteggi

- 2008 – Da solo

- 2011 – Marinai, profeti e balene

- 2012 – Rebetiko Gymnastas

- 2016 – Canzoni della cupa

- 2019 – Ballate per uomini e bestie

### En directe
- 1998 – Liveinvolvo

- 2006 – Nel niente sotto il sole - Grand tour 2006

- 2009 – Solo Show Alive

### EP
- 2011 –  La nave sta arrivando

- 2020 – Bestiario d'amore

### Reculls
- 2003 - L'indispensabile (CGD East West)

- 2010 - The story-faced man

### Vídeo Album
- 2003 - Liveinvolvo (CGD East West)

### Senzills
- 1996 – Il ballo di San Vito

- 2000 – Con una rosa

- 2003 – Si è spento il sole

- 2006 – Medusa cha cha cha

- 2008 – In clandestinità

- 2011 – Pryntyl

- 2012 – Abbandonato (Los ejes de mi carreta)

- 2016 – Il Pumminale

- 2019 – Il povero Cristo

- 2020 – +Peste

### Col·laboracions
- Tornar, a Canzonacce de Paolo Rossi (1993)

- Decervellamento e Killer, a Hammamet e altre storie de Paolo Rossi (1994)

- Santissima dei naufragrati, a Matri mia de la Banda ionica (2002)

- Polpo, nella versione italiana di Carried To Dust de Calexico (2008)

- Letami, Casa e Luce, a Parlare con Anna de Saluti da Saturno (2010)

- Valzer per un amore, en duet amb Fabrizio De André, a Sogno n°1 de la London Symphony Orchestra (2011)

- +Peste, a Calmo de Young Signorino (2020)

- Camino y hablo solo, a Oasis de Daniel Melingo (2020)

- Il pugile sentimentale (cover de Vladimir Semënovič Vysockij), a Il volo di Volodja, cd del Club Tenco (1993)

- Se potessi amore mio (cover de Luigi Tenco), a Roba di Amilcare, cd del Club Tenco (1999)

- Bolle di sapone, a Canzoni per te-Dedicato a Sergio Endrigo, cd del Club Tenco (2002)

- Viva la libertà, a Bruno Lauzi & Il Club Tenco, cd del Club Tenco (2008)

- Lontano lontano, a Luigi Tenco-Inediti, cd del Club Tenco (2009)

- Adius, a E continuo a cantare-Omaggio a Piero Ciampi (2010)

- Itaca, a Dalla in jazz (2013)

- Vedi cara, a Note di viaggio - Capitolo 2: non vi succederà niente de Francesco Guccini (2020)

## Premis
- All'una e trentacinque circa - Targa Tenco, Premi Tenco 1991 a la millor òpera prima
- Canzoni a manovella - Targa Tenco, Premi Tenco 2001 al millor àlbum
- Ovunque proteggi - Targa Tenco, Premi Tenco 2006 al millor àlbum
- Premi Fernanda Pivano 2007
- Premi Piero Ciampi 2008
- Con Lettere di soldati - Premi Amnesty Itàlia 2009[7]

## Altres treballs
- 1993 - Il volo di Volodja (El vol de Volodia) - Homenatge a Vladimir Vysotsky.
- 1999 - La notte del Dio che balla (La nit del Déu que balla) - Recopilatori.
- 2004 - Radiocapitolazioni (Radiocapitulacions) - 14 Relats Radiats per a Radio 3.